# Chaux (Côte-d’Or)
Chaux ist eine französische Gemeinde mit 484 Einwohnern (Stand 1. Januar 2022) im Département Côte-d’Or in der Region Bourgogne-Franche-Comté. Sie gehört zum Kanton Nuits-Saint-Georges und zum Arrondissement Beaune. 
Sie grenzt im Nordwesten an Meuilley, im Norden an Villars-Fontaine, im Nordosten an Nuits-Saint-Georges, im Südosten an Premeaux-Prissey, im Süden an Comblanchien und im Südwesten an Villers-la-Faye.

## Bevölkerungsentwicklung
| Jahr                       | 1962 | 1968 | 1975 | 1982 | 1990 | 1999 | 2008 | 2015 |
| -------------------------- | ---- | ---- | ---- | ---- | ---- | ---- | ---- | ---- |
| Einwohner                  | 280  | 247  | 230  | 276  | 347  | 348  | 408  | 482  |
| Quellen: Cassini und INSEE |      |      |      |      |      |      |      |      |